# Exoprosopa amseli
Exoprosopa amseli är en tvåvingeart som beskrevs av H. Oldroyd 1961. Exoprosopa amseli ingår i släktet Exoprosopa och familjen svävflugor.
Artens utbredningsområde är Afghanistan. Inga underarter finns listade i Catalogue of Life.